# Spili
Spili (Grieks: Σπήλι) is een dorp op het Griekse eiland Kreta.
Het dorpje ligt ongeveer 30 kilometer van de stad Rethimnon, ongeveer halverwege Rethimnon aan de noordkust en Agia Galini aan de zuidkust. Het telt ongeveer 700 inwoners.
Spili ligt aan de voet van het Kedros-gebergte. Door het vele water dat vanuit de bergen het hele jaar door naar beneden stroomt is het dorpje door groen omgeven. Het plaatsje is vooral bekend door een Venetiaanse bron in het midden van het dorp, waar negentien leeuwenkoppen koel en drinkbaar bronwater uitspuwen. De naam ontleent Spili aan de grotten die in de omgeving voorkomen (Spilaion = grot).
Spili is de belangrijkste bisschopszetel van Kreta. Een groot wit 'paleiselijk' gebouwencomplex aan de rand van het dorp herbergt onder andere een priesterseminarie. Verder heeft de plaats een klein ziekenhuis, dat voor de wijde omgeving als gezondheidscentrum dienstdoet.

## Bestuurlijk
Spili ligt in de voormalige gemeente (dimotiki enotita) Lampi in de fusiegemeente (dimos) Agios Vasileios, in de bestuurlijke regio (periferia) Kreta. Spili is het bestuurscentrum van de gemeente.

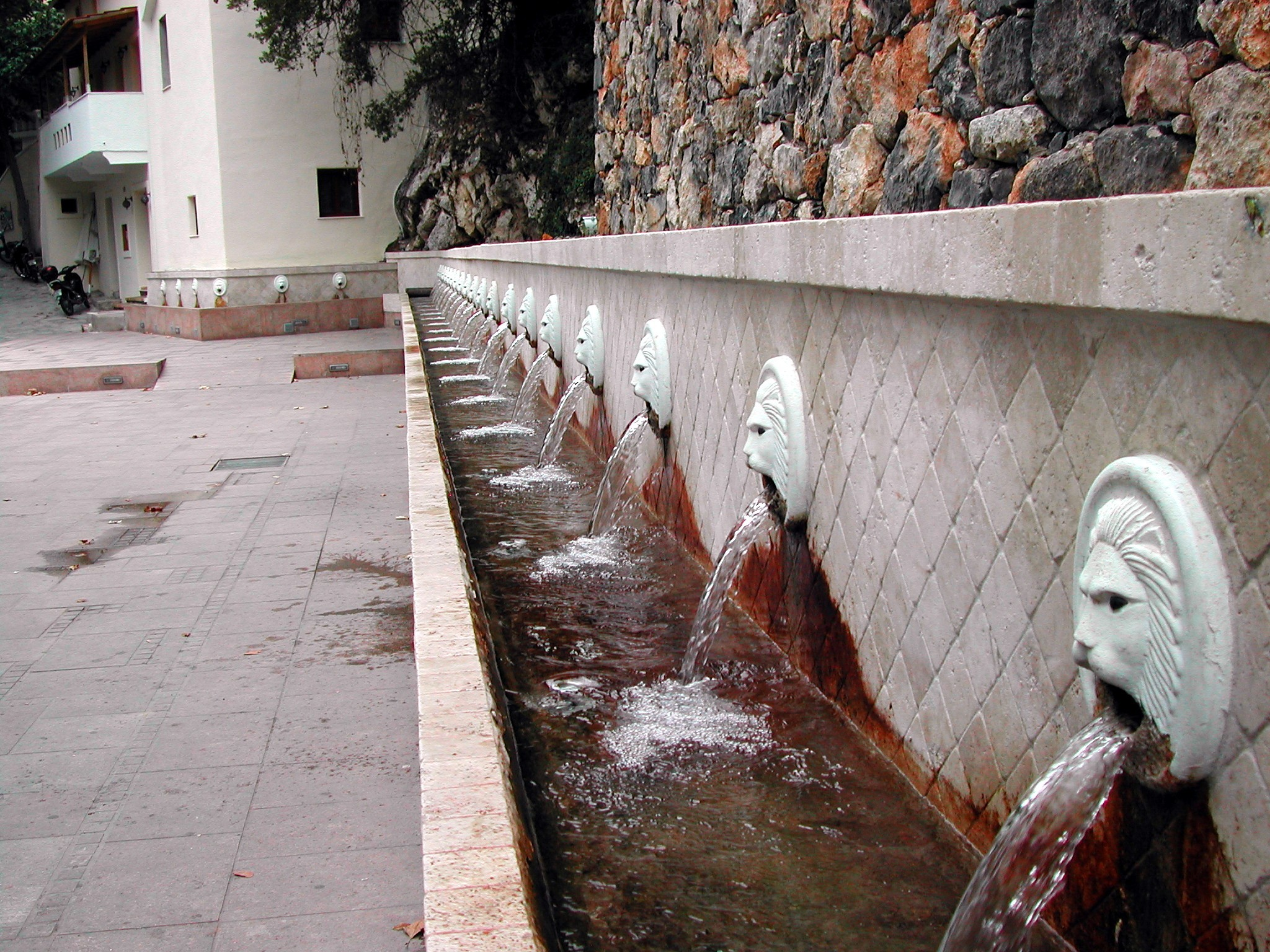
De waterspuwende leeuwenkoppen van Spili